# Dita Lūriņa
Dita Lūriņa (født 16. april 1978 i Riga, lettiske SSR, Sovjetunionen) er en lettisk skuespiller. 